# Opština Ljubovija
Die Opština Ljubovija (Kyrillisch: Општина Љубовија, deutsch Gemeinde Ljubovija) ist eine Gemeinde (serb. Opština) im Okrug Mačva im Westen Serbiens. Verwaltungshauptstadt ist die gleichnamige Stadt Ljubovija im Westen der Gemeinde.

## Geographie
Die Gemeinde Ljubovija ist eine Grenzgemeinde Serbiens zu Bosnien und Herzegowina. Durch die Gemeinde fließt die Drina, ein rechter Nebenfluss der Save. Viele kleinere Flüsse fließen zudem durch die Gemeinde, zum Beispiel die Ljuboviđa und Trešnjica. Die Gemeinde schließt die historische Region Azbukovica ein. Die Fläche beträgt 356 km².
Das Gelände ist bergig und grenzt mit der Drina an Bosnien und Herzegowina.
Der größte Berg in der Opština ist die Tornička Bobija. Der Fluss Drina trennt die Azbukovica-Region von den bosnischen Gemeinden Srebrenica und Bratunac auf einer Länge von 38 km.
Seit 2001 finden auf der Drina Segelregatten statt, die von Rogačica bis nach Ljubovija führt. Die Regatta beträgt 40 km und dauert rund neun Stunden. Bis zu 20.000 Zuschauer folgen den 2000 Regattenfahrern, die mittlerweile ein wichtiges Touristenziel in der Gemeinde bilden.
Im Nordwesten liegt die Opština Mali Zvornik, im Norden die Opština Krupanj, im Nordosten die Opština Osečina, im Osten die Opština Valjevo und im Süden die Opština Bajina Bašta.

## Orte in der Gemeinde
| - Berlovine - Vrhpolje - Gornja Ljuboviđa - Gornja Orovica - Gornja Trešnjica - Gornje Košlje - Gračanica | - Grčić - Donja Ljuboviđa - Donja Orovica - Drlače - Duboko - Leović - Lonjin | - Ljubovija - Orovička Planina - Podnemić - Postenje - Rujevac - Savković - Selanac | - Sokolac - Tornik - Uzovnica - Caparić - Crnča - Čitluk |

## Geschichte
Die frühsten menschlichen Besiedlungsspuren datieren sich auf die junge Steinzeit. Schon zum Ende der Jungsteinzeit befanden sich drei Minen auf dem Gebiet der heutigen Gemeinde. Zudem konnte man Grabhügel in Dorf Lonjin sowie mehrere befestigte Ortschaften im Dorf Rujevac nachweisen.
Die Römer besiedelten die Region vor 2000 Jahren. Damals gehörte die Region zur Provinz Dalmatien. Durch die Gemeinde führten Straßen, die von Domavia (Srebrenica) nach Singidunum (Belgrad) führten. Zum Schutz der Straßen durch das Tal der Drina errichteten die Römer Kastelle, von denen die berühmtesten Đurim, Nemić, Gradac  und Kulina-Mikuljak sind. Die Römer beuteten Minen, auf dem Gebiet des heutigen Crnča aus und schickten deren Erträge nach Domavia/Srebrenica zur Weiterverarbeitung. Überreste von damaligen Siedlungen sind in Vrhpolje, Crnča und Uzovnica gefunden worden. Im Dorf Gračanica wurden Überreste einer Basilika aus dem 4. Jahrhundert entdeckt. Die Überreste der Römer sind überall in der Azbukovica zu finden, sowie auch im Volksmuseum zu Šabac, denn Ljubovija besitzt kein eigenes Museum.
Im 6. und 7. Jahrhundert besiedelten Slawen das Gemeindegebiet.
Im Mittelalter gehörte die Region abwechselnd zum Königreich der Nemanjiden und dem Byzantinischen Reich. Damals wurden die Bergwerke Lipnik und Veliki Majdan betrieben. Das Bergwerk Lipnik existierte schon 1319.
Den Fluss Ljuboviđa im Dorf Gornja Ljuboviđa überspannt eine mittelalterliche Brücke, die auf dem Weg der Karawanen nach Valjevo und Belgrad lag. Im Volk ist sie auch als Latinska ćuprija bekannt. Im Dorf Gornja Trešnjica sind Überreste von einer kleineren und größeren Siedlung aus dieser Epoche gefunden worden. Weitere Fundorte befinden sich in den Dörfern Uzovnica, Rujevac, Crnča und Gornja Trešnjica.

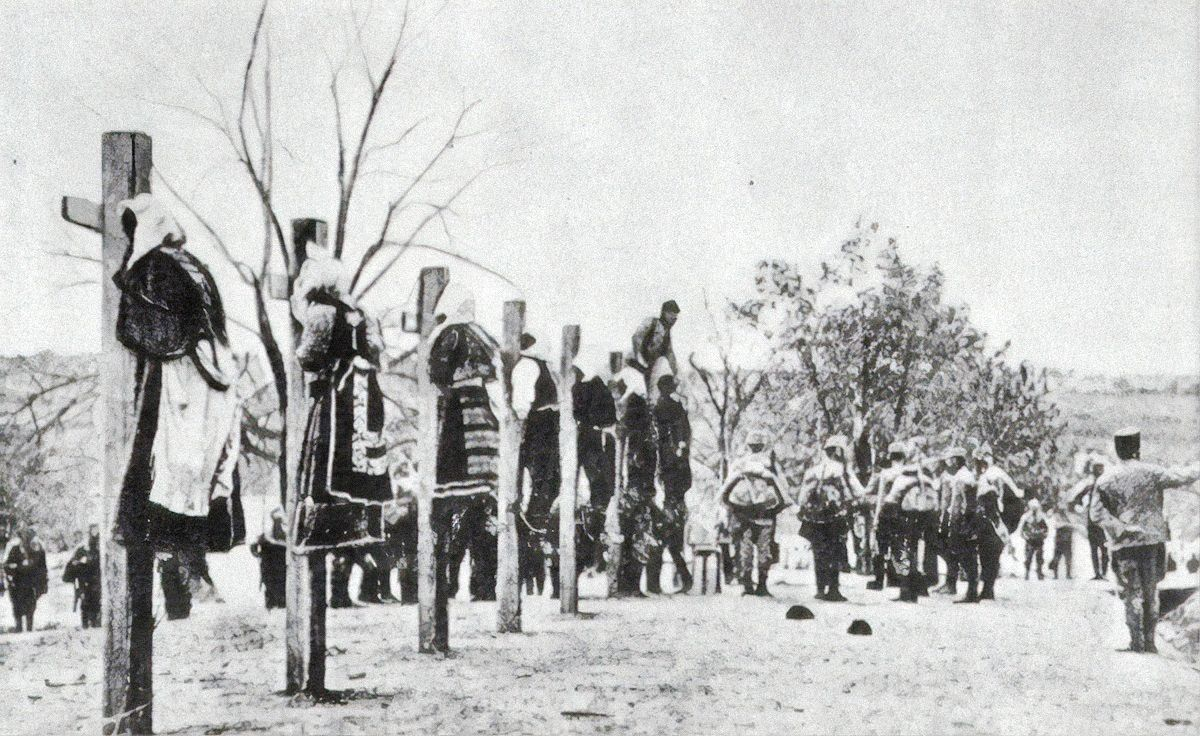
Angehörige der k.u.k. Armee während des Massakers an serbische Zivilisten, überwiegend Frauen.

Die Osmanen eroberten das Gebiet 1459 nach dem Fall von Smederevo und der Eroberung des ganzen serbischen Despotats. Wegen der Bedeutung der Bergwerke bei Crnča wurde das gesamte Gebiet zum kaiserlichen Has, dem Has Bukovica. Has Bukovica leitet sich von damaligen größten Dorf Bukovica ab, und auch der Name der Region Azbukovica soll sich davon ableiten. Die Osmanen befestigten und besiedelten die mittelalterliche Festung Soko grad (Falkenstadt), diese Festung sollte bis 1862 nicht erobert werden. Erst 1834 sollte die Azbukovica-Region von den Osmanen befreit werden. Und als die Türken 1862 die Festung Soko grad verließen wurde das Gebiet zur Grenzgemeinde Serbiens. Die Festung wurde zerstört, jedoch stehen heute noch die Überreste.
Im Ersten Weltkrieg starben viele Einwohner der Region, durch Repressalien und Massaker der Österreicher an der Zivilbevölkerung, vor allem Frauen, Kinder und Alte fielen diesen Verbrechen zu Opfer. Vor diesen Massakern fanden nahe dem Gebiet bei Krupanj und Loznica die großen Schlachten von Cer und an der Drina zwischen den Österreichern und Serben statt. Das Beinhausdenkmal von Mačkov kamen auf dem Berg Jagodnja bei Ljubovija enthält die Gebeine der bei der Drina gefallenen serbischen Soldaten. Die meisten der Dörfer um Ljubovija erwarteten das Ende des Krieges 1918 mit der Hälfte der männlichen und dem Viertel der weiblichen Bevölkerung.
Im Zweiten Weltkrieg schlossen sich Teile der Bevölkerung sowohl den kommunistischen Partisanen als auch den serbisch-nationalistischen Tschetniks an.

## Bevölkerung
Die Mehrheit der Bevölkerung stellen Serbisch-orthodoxe Serben. Die größte Minderheit bilden die 166 Roma in der Gemeinde.
Aus der Volkszählung von 2002 lebten in der Gemeinde Ljubovija um die 17.000 Menschen, während es 1961, noch um die 25.000 Bewohner waren. Die Stadt Ljubovija ist dagegen in der Zahl der Einwohner gewachsen. Der Hauptteil derer, die die Gemeinde verließen, sind in die Region Mačva gezogen, einige auch in den Srem sowie in die Städte Valjevo, Novi Sad und Belgrad.
Die größte Siedlung der Gemeinde ist der Verwaltungssitz der Gemeinde, die Kleinstadt Ljubovija, mit um die 4.200 Einwohner. Es existieren neben der Kleinstadt noch 26 Dörfer, von denen Crnča und Vrhpolje, die größten sind.

## Religion
Auf dem Gebiet der Gemeinde Ljubovija liegen drei Serbisch-orthodoxe Klöster, das Kloster Hl. Nikolaj Srpski, das dem Hl. Nikolaj Velimirović geweiht ist, bei der Festung Soko grad, das Dreifaltigkeitskloster beim Weiler Bijele Vode und das Dreifaltigkeitskloster bei Čitluk.
Eine alte Holzkirche ist in Donja Orovica zu finden. Auf dem Berg Bobije liegt eine weitere Kirche. In Ljubovija selbst liegt die Serbisch-orthodoxe Verklärungskirche aus dem Jahr 1932. Weitere Serbisch-orthodoxe Kirchengebäude sind in den Dörfern Selenac, Uzovnica, Vrhpolje, Gornja Trešnjica, Orovička Planina und Rujevac zu besichtigen.

## Persönlichkeiten
Die älteste berühmte Persönlichkeit auf dem Gebiet der Azbukovica ist der Arzt Petar Protić Sokoljanin der einer der ersten Ärzte mit international anerkannten Doktortitel war. Er machte seinen Doktortitel 1854 in Heidelberg. Zudem war er Dichter der serbischen Jugendorganisation Družine mladeži srpske. Aus Donja Orovica stammt die Schachlegende Svetozar Gligorić. Und aus Drlače, der Schauspieler Nenad Nenadović. Aus der Gemeindehauptstadt Ljubovija stammen der Dichter und Schriftsteller Slaviša Pavlović und der ehemalige Fußballspieler und Fußballfunktionär Miroslav Stević.